# Hide Our Psychommunity
A Hide Our Psychommunity hide japán gitáros és énekes koncertalbuma, mely 2008. április 23-án jelent meg. A lemez 25. helyen végzett az Oricon slágerlistáján. A koncertalbum két lemezből áll, melyeken az 1994. április 10-i, Yokohama Arena-beli koncert felvételei hallhatóak.

## Számlista
| 1.  | Opening (S.E.) |  |
| 2.  | Doubt |  |
| 3.  | Scanner |  |
| 4.  | Oblaat |  |
| 5.  | New Rose (A The Damned dala) |  |
| 6.  | Chirolyn's Room |  |
| 7.  | 21 szeiki no szeisinidzsósa ~Blue Sky Complex~ 21 szeiki no szeisinidzsósa (21世紀の精神異常者〜BLUE SKY COMPLEX〜21世紀の精神異常者) |  |
| 8.  | Ran's Room |  |
| 9.  | Digger's Job ~ Frozen Bug '93 |  |
| 10. | Honey Blade |  |
| 11. | Joe's Room |  |
| 12. | 50% & 50% |  |

| 1.  | D.I.E.'s Room ~ Eyes Love You (Death Hollywood Version) |  |
| 2.  | Eyes Love You                                           |  |
| 3.  | D.O.D. (Drink Or Die)                                   |  |
| 4.  | Tell Me                                                 |  |
| 5.  | 50% & 50% (Unplugged)                                   |  |
| 6.  | Honey Blade (Unplugged)                                 |  |
| 7.  | Celebration (X Japan-dal)                               |  |
| 8.  | Dice                                                    |  |
| 9.  | Psychommunity Exit                                      |  |
| 10. | A Story (S.E.)                                          |  |